# Polonia en los Juegos Olímpicos de Atlanta 1996
Polonia estuvo representada en los Juegos Olímpicos de Atlanta 1996 por un total de 165 deportistas que compitieron en 20 deportes.  
El portador de la bandera en la ceremonia de apertura fue el nadador Rafał Szukała.

## Medallistas
El equipo olímpico polaco obtuvo las siguientes medallas:
| Nombre                                                                | Deporte            | Competición                     |
| --------------------------------------------------------------------- | ------------------ | ------------------------------- |
| Oro                                                                   |                    |                                 |
| Robert Korzeniowski                                                   | Atletismo          | 50 km marcha M                  |
| Paweł Nastula                                                         | Judo               | –95 kg M                        |
| Włodzimierz Zawadzki                                                  | Lucha grecorromana | 62 kg M                         |
| Ryszard Wolny                                                         | Lucha grecorromana | 68 kg M                         |
| Andrzej Wroński                                                       | Lucha grecorromana | 100 kg M                        |
| Renata Mauer                                                          | Tiro               | Rifle de aire 10 m F            |
| Mateusz Kusznierewicz                                                 | Vela               | Finn M                          |
| Plata                                                                 |                    |                                 |
| Artur Partyka                                                         | Atletismo          | Salto de altura M               |
| Piotr Kiełpikowski Adam Krzesiński Jarosław Rodzewicz Ryszard Sobczak | Esgrima            | Florete por eqs. M              |
| Aneta Szczepańska                                                     | Judo               | –66 kg F                        |
| Jacek Fafiński                                                        | Lucha grecorromana | 90 kg M                         |
| Mirosław Rzepkowski                                                   | Tiro               | Skeet M                         |
| Bronce                                                                |                    |                                 |
| Andrzej Cofalik                                                       | Halterofilia       | 83 kg M                         |
| Józef Tracz                                                           | Lucha grecorromana | 74 kg M                         |
| Piotr Markiewicz                                                      | Piragüismo         | K1 500 m M                      |
| Renata Mauer                                                          | Tiro               | Rifle en tres posiciones 50 m F |
| Iwona Dzięcioł Katarzyna Klata Joanna Nowicka                         | Tiro con arco      | Equipo F                        |